# 蘋果核戰
《蘋果核戰》是由日本漫畫家士郎正宗創作的科幻漫畫，以希臘神話為題材，有著士郎正宗作品中常見的賽博龐克及機甲要素，並探討政治及哲學議題。該作品於1988年被改編為OVA，在2004年被改動畫電影，在2011年被改編成13集的動畫，另外還被改編成多款電子遊戲。

## 故事大綱
2131年，毀滅整個世界的非核大戰終於落幕。從戰中生還的士兵迪娜·納茲，在身體幾乎都已機械化的布里艾諾斯與神秘女子瞳的帶領下，來到了和平都市「奧林帕斯」。「奧林帕斯」是個由比人類更不具備攻擊性、且無繁殖能力的優良品種生化人與人類共存的都市，大家以為人類與生化人在奧林帕斯中能保持勢力的均衡，沒想到兩者的對立卻日漸激烈，最後連迪娜與布里艾諾斯都被捲入這場為了爭奪「APPLESEED」的爭鬥之中。

## 電影

### APPLESEED
本作以全「3D Live Anime」技術製作，於2004年4月17日在日本電影院上映，並發表製作續篇電影。「3D Live Anime」技術是以3DCG轉換傳統動畫畫風的卡通渲染（Toon rendering）技術，及人物動作以動態捕捉（Motion capture）技術的日本動畫與3DCG結合的造詞。比以前的動畫，更現實及自由表現攝影技術。以日本傳統動畫表現來說，更容易投入感情。
本作中的主角汀南·納茲，除了臉部的動態捕捉（臉部捕捉），其他的場景的新動作部分及戲劇部分分別由2名演員演出。聲音及臉部捕捉是由劇團「TEAM 發砲・B・ZIN」的女演員小林愛（作品有《∀GUNDAM》及），戲劇部分的全身捕捉則由演出庵野秀明監督的寫實電影的三輪明日美負責，而動作部分則由秋本翼負責。

#### 製作人員
- 製片：曾利文彦
- 監督：荒牧伸志
- 劇本：半田遙、上代努
- 分鏡：秋山勝仁、九市、吉田英俊、荒卷伸志

### EX MACHINA
於2007年10月20日公開續篇電影「EX MACHINA（エクスマキナ）」，製作人是由及《2》的導演吳宇森負責。本作故事的要點是在大戰失去身體並機械化的布里艾若斯及女士兵汀南·納茲的戀情，雖然布里艾若斯變成人工控制機械人，但汀南對他的愛到現在也沒有改變。但在他們二人前，出現了與布里艾若斯還是人類時一模一樣的人造人「特雷斯」，並一同執行任務。
「Tereus」來自希臘神話中奧林匹斯十二主神阿瑞斯的兒子色雷斯之王「Tereus」。而標題「EX MACHINA」則來自「Deus ex machina」。
音樂監修由細野晴臣負責，主題曲「RESCUE」是原YMO的三人（細野晴臣、坂本龍一及高橋幸宏）以HASYMO名義創作的主題音樂，而其他則有TOWA TEI、哥尼流、m-flo及rei harakami等豪華電子音樂陣容。
配音員除了主角汀南·納茲外，其他人物角色的配音員都有改變。

#### 製作人員
- 監督：荒牧伸志
- 劇本：たけうちきよと
- 音響監督：鶴岡陽太
- 音響制作：樂音舍
- Original Score：高橋哲也
- 音樂監修：細野晴臣
- 音樂：HASYMO、細野晴臣、TOWA TEI、哥尼流(小山田圭吾)、rei harakami、m-flo、WAGDUG FUTURISTIC UNITY、AOKI takamasa等
- 製作人：吳宇森、張家振等
- 人物設計：山田正樹
- 機械設計：高倉武史
- 企劃：Micott & Basara
- 製作：Digital frontier、EX MACHINA Film partners

#### 演出
- 汀南 （配音員：小林愛）
- 布里艾若斯  （配音員：山寺宏一）
- 特雷斯 （配音員：岸祐二）
- 瞳 （配音員：澤城美雪）
- 妮姬 （配音員：五十嵐麗）
- 雅典娜  （配音員：高島雅羅）
- 藍斯 （配音員：辻親八）
- 義経 （配音員：加瀬康之）
- Manuel Aeacus （配音員：コング桑田）
- Richard Kestner（配音員：土師孝也）
- 吉野 （配音員：深見梨加）

### ALPHA
- 公開：2014年7月15日[3]
- 原作：士郎正宗
- 監督：荒牧伸志
- 製作：SOLA DIGITAL ARTS

## 动画

### APPLESEED XIII
蘋果核戰 XIII 是蘋果核戰 影视作品中第一次以全13集的形式推出的电视连续动画片，是本系列中的完全新作，且交由13家製作公司各作一集，並且重編成兩部劇場版。从2011年6月开始，在剧场版放映期间同步限定上映，同时也通过网络播放，并发售了BD碟。
工作人员
- 原作・人物设计原案：士郎正宗（青心社刊）
- 監督：浜名孝行
- 系列構成：藤咲淳一
- 脚本：藤咲淳一・櫻井圭記・谷村大四郎・岡本航征・梅原英司
- 助監督：布施木一喜
- CG監督：渡辺昭仁
- 角色设计：後藤隆幸
- 机械设定：竹内敦志
- 美術監督：野村正信
- 美術設定：平澤晃弘
- 技术指导：岩井文吾
- 編集：植松淳一
- 美術背景：美峰
- 道具设计：ヒラタリョウ
- 主題歌・音楽：Conisch（コーニッシュ）
- 音楽制作：STARCHILD
- 音響監督：鶴岡陽太
- 音響制作：楽音舎
- 企画：ミコット・エンド・バサラ
- 制作人：池田慎一・森下勝司・
- 制作：ジーニーズアニメーションスタジオ(JINNI'S Animation Studios)
- 制作協力：Production I.G
- 製作：「アップルシード XIII」製作委員会

配音
- 汀南：坂本真綾
- 布里艾若斯：山寺宏一
- 藍斯：内田直哉
- マグス：中田讓治
- バクスタ：菅原正志
- リエス：鈴森勘司
- ジーナ：小清水亜美
- グリッグ：津田健次郎
- 雅典娜：玉川砂記子
- 妮姬：柳沢真由美
- 瞳：高橋美佳子
- 義経：下野紘
- ディア：進藤尚美
- アルケイデス：置鮎龍太郎

剧场Remix版
- 蘋果核戰 XIII 〜遺言〜 (2011年6月13日上映)
- 蘋果核戰 XIII 〜預言〜 (2011年10月24日上映)

## 遊戲
曾製作成超級任天堂及PlayStation 2遊戲，而現在正開發網絡遊戲。
- 蘋果核戰記EX
- 蘋果核戰記Online

## 外部連結
- EX MACHINA 官方網站（日語）